# Campionat d'Europa de futsal UEFS femení 2011
El Campionat d'Europa de futsal UEFS femení del 2011 es va disputar a Praga (República Txeca) entre el 5 i el 10 de desembre, amb la participació de cinc seleccions nacionals: Rússia, República Txeca, Itàlia, França i Catalunya. Els partits es van jugar a l'Sparta Arena. La República Txeca va guanyar el campionat per segona vegada i Catalunya va aconseguir la tercera posició.

## Competició
| CLASSIFICACIÓ | Pts | PJ | PG | (pg) | (pp) | PP | GF | GC | DG  |
| ------------- | --- | -- | -- | ---- | ---- | -- | -- | -- | --- |
| Rep. Txeca    | 12  | 4  | 4  | 0    | 0    | 0  | 28 | 5  | +23 |
| Rússia        | 7   | 4  | 1  | 2    | 0    | 1  | 16 | 9  | +7  |
| Catalunya     | 7   | 4  | 2  | 1    | 0    | 1  | 13 | 7  | +6  |
| França        | 4   | 4  | 1  | 0    | 1    | 2  | 16 | 19 | -3  |
| Itàlia        | 0   | 4  | 0  | 0    | 0    | 4  | 4  | 37 | -33 |

| 6 de desembre - 17:00 |     |        |                      |
| Catalunya             | 8-1 | Itàlia | Sparta Arena (Praga) |
|                       |     |        | Sparta Arena (Praga) |

| 6 de desembre - 18:30 |     |            |                      |
| França                | 3-9 | Rep. Txeca | Sparta Arena (Praga) |
|                       |     |            | Sparta Arena (Praga) |

| 7 de desembre - 17:00 |            |        |                      |
| Rússia                | 5-4 (pro.) | França | Sparta Arena (Praga) |
|                       |            |        | Sparta Arena (Praga) |

| 7 de desembre - 18:30 |      |            |                      |
| Itàlia                | 1-12 | Rep. Txeca | Sparta Arena (Praga) |
|                       |      |            | Sparta Arena (Praga) |

| 8 de desembre - 17:00 |     |        |                      |
| Rússia                | 8-0 | Itàlia | Sparta Arena (Praga) |
|                       |     |        | Sparta Arena (Praga) |

| 8 de desembre - 18:30 |     |           |                      |
| Rep. Txeca            | 4-0 | Catalunya | Sparta Arena (Praga) |
|                       |     |           | Sparta Arena (Praga) |

| 9 de desembre - 17:00 |     |        |                      |
| Itàlia                | 2-9 | França | Sparta Arena (Praga) |
|                       |     |        | Sparta Arena (Praga) |

| 9 de desembre - 18:30 |               |        |                      |
| Catalunya             | 2-2 (1-2 pen) | Rússia | Sparta Arena (Praga) |
|                       |               |        | Sparta Arena (Praga) |

| 10 de desembre - 17:00 |     |           |                      |
| França                 | 0-3 | Catalunya | Sparta Arena (Praga) |
|                        |     |           | Sparta Arena (Praga) |

| 10 de desembre - 18:30 |     |        |                      |
| Rep. Txeca             | 3-1 | Rússia | Sparta Arena (Praga) |
|                        |     |        | Sparta Arena (Praga) |